# Ruwajszid
Ruwajszid (arab. ‏رويشد‎) – wieś w Syrii, w muhafazie Dajr az-Zaur. W 2004 roku liczyła 7011 mieszkańców. Składa się z licznych przysiółków rozsianych po okolicy.